# Canton de Joué-lès-Tours
Le canton de Joué-lès-Tours est une circonscription électorale française, située dans le département d'Indre-et-Loire et la région Centre-Val de Loire.

## Histoire
Le canton de Joué-lès-Tours a été créée par le décret du 23 juillet 1973 à la suite du démantèlement des anciens cantons de Tours-Est, Tours-Nord, Tours-Ouest et Tours-Sud.
Le canton est modifié par le décret du 20 janvier 1982 à la suite de la création du canton de Ballan-Miré. Il disparaît en 1985 et est remplacé par les cantons de Joué-lès-Tours-Nord et Sud par décret du 24 décembre 1984.
Un nouveau canton de Joué-lès-Tours est créée par le décret du 18 février 2014 entrée en vigueur lors des élections départementales de 2015 en regroupant les cantons Nord et Sud. Il correspond à nouveau à la commune de Joué-lès-Tours, qui en est le bureau centralisateur et est entièrement inclus dans l'arrondissement de Tours.

## Représentation

### Représentation de 1973 à 1985
| Période | Période | Identité     | Étiquette        | Qualité                                                                                          |
| ------- | ------- | ------------ | ---------------- | ------------------------------------------------------------------------------------------------ |
| 1973    | 1979    | Raymond Lory | CDP puis UDF-CDS | Commerçant Maire de Joué-lès-Tours (1956-1995) Elu en 1985 dans le Canton de Joué-lès-Tours-Nord |
| 1979    | 1985    | Jean Proveux | PS               | Maître de conférences de géographie Député (1981-1993)                                           |

### Représentation depuis 2015
| Période élective | Période élective | Mandat | Mandat   | Identité        | Nuance | Nuance | Qualité |
| ---------------- | ---------------- | ------ | -------- | --------------- | ------ | ------ | --- |
| 2015             | 2021             | 2015   | 2021     | Judicaël Osmond |        | LR     | Adjoint au maire de Joué-lès-Tours (depuis 2014) 5ème Vice-Président du Conseil départemental, chargé des collèges, de la politique éducative et de la jeunesse |
| 2015             | 2021             | 2015   | 2021     | Valérie Turot   |        | LR     | Adjointe au maire de Joué-lès-Tours (depuis 2014) |
| 2021             | 2028             | 2021   | en cours | Judicaël Osmond |        | LR     | Conseiller sortant, 4ème vice-président chargé des collèges, de la politique éducative et de la jeunesse                                                        |
| 2021             | 2028             | 2021   | en cours | Valérie Turot   |        | LR     | Conseillère sortante |

### Résultats détaillés

#### Élections de mars 2015
À l'issue du 1er tour des élections départementales de 2015, deux binômes sont en ballottage : Judicaël Osmond et Valérie Turot (Union de la Droite, 34,31 %) et Marie-Line Moroy et Vincent Tison (PS, 24,31 %). Le taux de participation est de 47,07 % (11 646 votants sur 24 744 inscrits) contre 50,88 % au niveau départemental et 50,17 % au niveau national.
Au second tour, Judicaël Osmond et Valérie Turot (Union de la Droite) sont élus avec 55,44 % des suffrages exprimés et un taux de participation de 46,87 % (5 875 voix pour 11 597 votants et 24 744 inscrits).

#### Élections de juin 2021
Le premier tour des élections départementales de 2021 est marqué par un très faible taux de participation (33,26 % au niveau national). Dans le canton de Joué-lès-Tours, ce taux de participation est de 29,2 % (7 281 votants sur 24 934 inscrits) contre 30,88 % au niveau départemental. À l'issue de ce premier tour, deux binômes sont en ballottage : Judicaël Osmond et Valérie Turot (Union à droite, 49,39 %) et Nadia Bureau et Karim Chettab (Union à gauche, 28,97 %).
Le second tour des élections est marqué une nouvelle fois par une abstention massive équivalente au premier tour. Les taux de participation sont de 34,36 % au niveau national, 31,33 % dans le département et 30,1 % dans le canton de Joué-lès-Tours. Judicaël Osmond et Valérie Turot (Union à droite) sont élus avec 63,03 % des suffrages exprimés (4 482 voix pour 7 509 votants et 24 947 inscrits),,. 

## Composition

### Composition de 1973 à 1982
Lors de sa création, le canton de Joué-lès-Tours est composé de six communes entières:
- Joué-lès-Tours (chef-lieu)
- Berthenay
- La Riche
- Saint-Genouph
- Savonnières
- Villandry.

### Composition de 1982 à 1984
À la suite du redécoupage de 1982, il est réduit à une portion de la commune de Joué-lès-Tours « déterminée par les voies suivantes : chemin départemental 751, boulevard Jean-Jaurès, rue des Martyrs, voie ferrée, limite des communes de Chambray-lès-Tours, Monts et Ballan-Miré ». L'autre partie de la commune est rattachée au canton de Ballan-Miré.

### Composition depuis 2015
En application du redécoupage cantonal de 2014, le canton est désormais composé d'une commune entière.
| Nom                                    | Code Insee | Intercommunalité             | Superficie (km2) | Population (dernière pop. légale) | Densité (hab./km2) | Modifier                                    |
| -------------------------------------- | ---------- | ---------------------------- | ---------------- | --------------------------------- | ------------------ | ------------------------------------------- |
| Joué-lès-Tours (bureau centralisateur) | 37122      | Tours Métropole Val de Loire | 32,41            | 38 432 (2022)                     | 1 186              | modifier les données · modifier les données |
| Canton de Joué-lès-Tours               | 3707       |                              |                  | 38 432 (2022)                     |                    | modifier les données                        |

## Démographie
En 2022, le canton comptait 38 432 habitants, en évolution de +2,47 % par rapport à 2016 (Indre-et-Loire : +1,67 %, France hors Mayotte : +2,11 %).
| 2013   | 2018   | 2022   |
| ------ | ------ | ------ |
| 37 703 | 38 250 | 38 432 |